# Chronologie du scoutisme en Suisse
 (juillet 2022).
Si vous disposez d'ouvrages ou d'articles de référence ou si vous connaissez des sites web de qualité traitant du thème abordé ici, merci de compléter l'article en donnant les références utiles à sa vérifiabilité et en les liant à la section « Notes et références ».
Cet article présente l'histoire du scoutisme en Suisse. L'article Mouvement scout de Suisse présente le scoutisme en général en Suisse.
- 1910 : À Bâle, le premier groupe scout est fondé. Il faisait partie du mouvement d'abstinence. Gaston Clerc, alors secrétaire général des Unions Cadettes de suisse romande s'enthousiasme pour la méthode scoute après la lecture de Scouting for boys. Il organise plusieurs conférences (notamment au Locle en octobre 1910) au sein des unions cadettes pour exposer et discuter de l'intérêt pour les cadets d'utiliser la méthode scoute.

- 1911 : Les premiers groupes des éclaireuses suisses se forment. Gaston Clerc achète les droits de traductions de Scouting for boys et traduit le premier chapitre (celui sur l'éclaireur chevaleresque) de ce qui deviendra Eclaireurs.

- 1912 : Les délégués des sections cadettes de l'Union chrétienne de la suisse romande lancent le Mouvement des Eclaireurs de suisse. C'est William Borel qui préside ce comité neutre en matière politique et religieuse pour patronner et répandre le scoutisme en Suisse. Le pédagogue genevois Pierre Bovet reprend la traduction d'Éclaireurs (et d'autres livres scouts), pour en faire, la première édition en français. Cette édition est la première d'une longue série de livres scouts publiés par la maison d'édition Delachaux & Niestlé à Neuchâtel. (en 1993 Delachaux & Niestlé publie la 19e édition)

- 1913 : À Berne, la Fédération des Eclaireurs suisses (FES) est fondée. Ce qui réunit les romands et suisses alémaniques dans la même organisation.

- 1915 : Premier groupe scout du canton de Fribourg à Zähringen.

- 1919 : Création de la Fédération des Eclaireuses suisse (FESes).

- 1920 : Le FESes est un membre fondateur de l'AMGE.

- 1922 : Le FES rejoint l'OMMS.

- 1923 : Première section d’éclaireuses du canton de Fribourg à Bulle

- 1925 : Premier camp fédéral.

- 1931 : Le premier "World Scout Moot" a lieu à Kandersteg.

- 1939 : Après le commencement de la Seconde Guerre mondiale, on commence à employer des scouts aussi en Suisse pour soutenir l'armée. Beaucoup de scouts s'inscrivent au Mouvement international de la Croix-Rouge et du Croissant-Rouge.

- 1953 : À Kandersteg, un deuxième World Scout Moot a lieu.

- 1957 : Dans la Vallée de Conche, l'AMGE organise un camp mondial.

- 1980 : Le premier camp fédéral de FES et FESes en commun a lieu dans la région de Gruyères.

- 1987 : Fusion de la FES et de la FESes et création du MSdS.

- 1992 : Pour la troisième fois, un World Scout Moot a lieu à Kandersteg.

- 2003 : Le MSdS se reforme. Après des changements de structure, le MSdS est maintenant dirigé par la maîtrise fédérale.